# جسر القاضي
جسر القاضي، هو من أقدم الجسور في لبنان، بناه التنوخيون منذ ما يقارب 600 عاما. وقد أنشئت بجانب الجسر قرية أخذت إسمها من الجسر فصارت تعرف ببلدة جسر القاضي.

## إنشاؤه

### الجسر الأول
في حوالي العام 1400 ميلادي، كان التنوخيون يقطنون ويحكمون منطقة جبل لبنان، وكان نهر الدامور يشكل عائقا في التنقل بين بعبدا وبيت الدين التي كانت مركز حكمهم، وفي فصل الشتاء كانت المياه ترتفع فتعيق الانتقال بين ضفتي النهر، إلى أن قرر القاضي عماد الدين التنوخي بناء جسر فوق النهر لتخفيف معاناة الناس في الانتقال. وقد بني الجسر في مطلع القرن الرابع عشر ميلادي وعرف باسم جسر القاضي وسميت المنطقة باسمه. وكان طول الجسر عند إنشائه نحو 25 متراً وعرضه ثلاثة أمتار أما ارتفاعه فأربعة أمتار، وقد استعملت في بنائه الأحجار الطبيعية المغموسة بالكلس والزيت. 
 لم يكن الجسر عند بنائه للمرة الأولى مرتفعا كفاية، مما أدى لغمره بالمياه مرات عديدة في فصل الشتاء إبان فيضان النهر. وفي أواخر القرن السابع عشر رممه القاضي زين الدين محمد التنوخي بعد أن خرّبت مياه النهر قسماً منه. ثم تداعى نهائيا فأقيم جسر جديد إلى الشمال من القديم الذي لم يبق منه سوى الأطلال.

### الجسر الثاني
في العام 1885، أعاد المتصرف العثماني واصا باشا، بناء جسر جديد في نفس المنطقة بعد أن شق طريقا ترتبط بين بعقلين وبعبدا. ويبلغ طول الجسر العثماني 35 متراً وعرضه ستة أمتار أما ارتفاعه فحوالى تسعة أمتار، وقد بني بالحجر المقصوب ويقوم على قناطر ثلاث.

### الجسر الثالث
بعد مرور حوالي قرن على بنائه، أحيل جسر القاضي الثاني إلى التقاعد بعدما عبرت عليه الدبابات الإسرائيلية في العام 1982، مما أدى إلى تصدّعه.
فبنت الدولة اللبنانية، الجسر الثالث شمالي الجسر الثاني وكان واسعاً ومتيناً ومدروساً بحسب قوانين الهندسة الحديثة. يبلغ طول الجسر الثالث 48 متراً وعرضه 12 متراً وارتفاعه عشرة أمتار وهو من الإسمنت المسلح.